# Football Club Crotone 2020-2021
Questa voce raccoglie le informazioni riguardanti il Football Club Crotone nelle competizioni ufficiali della stagione 2020-2021.

## Stagione
La squadra ha effettuato il ritiro precampionato a Trepidò, frazione del comune di Cotronei.
Gli squali hanno esordito in Coppa Italia il 28 ottobre 2020, pareggiando (1-1) contro la Spal, ma perdendo (3-4) dopo i calci di rigore.
La stagione si chiude mestamente con il penultimo posto in classifica con 23 punti e l'immediata retrocessione in serie B dopo un solo anno, a nulla vale l'avvicendamento in panchina tra Giovanni Stroppa e Serse Cosmi dopo la sconfitta casalinga a fine febbraio contro il Cagliari (0-2).
A ulteriore disdoro dei pitagorici, il poco lusinghiero primato del maggior numero di goal subiti (ben 92) da una squadra in serie A dall'introduzione del Girone Unico. 
Un record che resisteva da quasi 90 anni, precisamente dalla  serie A 1933-34, e il cui detentore era il Casale.
Unica nota lieta della stagione, la vena realizzativa del nigeriano Simy, che concede il bis, ma stavolta in Serie A, dei 20 goal realizzati l'anno precedente in Serie B.

## Organigramma societario
Area direttiva
- Presidente: Gianni Vrenna
- Direttore generale: Raffaele Vrenna jr.

Area sanitaria
- Responsabile: Massimo Iera
- Medici sociali: Massimo Bisceglia, Loris Broccolo, Massimo Terra, Francesco Zaccaria
- Massaggiatori: Armando Cistaro, Matteo Errico, Riccardo Pupo
- Nutrizionista:

Area organizzativa
- Segretario generale: Emanuele Roberto
- Team manager: Gianluca Macrì

Area comunicazione
- Responsabile: Rocco Meo
- Ufficio stampa: Idemedia

Area marketing
- Ufficio marketing: Luigi Pignolo

Area tecnica
- Direttore sportivo: Beppe Ursino
- Allenatore: Serse Cosmi
- Allenatore in seconda: Michele Tardioli
- Collaboratore tecnico: Giuseppe Brescia
- Preparatore atletico: Andrea Primitivi, Manuel De Maria
- Preparatore dei portieri: Antonio Macrì
- Match analyst: Salvatore Pollino

## Divise e sponsor
Lo sponsor tecnico per la stagione 2020-2021 è Zeus Sport, mentre gli sponsor ufficiali sono San Vincenzo Salumi (main sponsor), Envì Group (co-sponsor) e Vumbaca Ford (back sponsor).
| Casa | Trasferta | Terza divisa |

## Rosa
| N. |                         | Ruolo | Calciatore             |
| -- | ----------------------- | ----- | ---------------------- |
| 1  | Italia (bandiera)       | P     | Alex Cordaz (capitano) |
| 3  | Italia (bandiera)       | D     | Giuseppe Cuomo         |
| 5  | Serbia (bandiera)       | D     | Vladimir Golemić       |
| 6  | Argentina (bandiera)    | D     | Lisandro Magallán      |
| 7  | Italia (bandiera)       | A     | Mattia Mustacchio      |
| 7  | Algeria (bandiera)      | C     | Adam Ounas             |
| 8  | Italia (bandiera)       | C     | Luca Cigarini          |
| 10 | Libia (bandiera)        | C     | Ahmad Benali           |
| 11 | Romania (bandiera)      | A     | Denis Drăguș           |
| 12 | Italia (bandiera)       | P     | Giacomo Figliuzzi      |
| 13 | Italia (bandiera)       | D     | Sebastiano Luperto     |
| 14 | Italia (bandiera)       | C     | Giovanni Crociata      |
| 16 | Italia (bandiera)       | P     | Marco Festa            |
| 17 | Italia (bandiera)       | C     | Salvatore Molina       |
| 19 | Croazia (bandiera)      | C     | Tomislav Gomelt        |
| 20 | Cile (bandiera)         | C     | Luis Rojas             |
| 21 | Italia (bandiera)       | C     | Niccolò Zanellato      |
| 22 | Italia (bandiera)       | P     | Gian Marco Crespi      |
| 23 | Italia (bandiera)       | C     | Antonio Mazzotta       |
| 24 | Sierra Leone (bandiera) | A     | Augustus Kargbo        |

| N. |                           | Ruolo | Calciatore            |
| -- | ------------------------- | ----- | --------------------- |
| 24 | Italia (bandiera)         | D     | Giovanni D'Aprile     |
| 25 | Nigeria (bandiera)        | A     | Simy                  |
| 26 | Costa d'Avorio (bandiera) | D     | Koffi Djidji          |
| 28 | Italia (bandiera)         | A     | Luca Siligardi        |
| 30 | Brasile (bandiera)        | C     | Junior Messias        |
| 32 | Portogallo (bandiera)     | D     | Pedro Pereira         |
| 33 | Italia (bandiera)         | D     | Andrea Rispoli        |
| 34 | Italia (bandiera)         | D     | Luca Marrone          |
| 37 | Italia (bandiera)         | D     | Andrea Amerise        |
| 38 | Ucraina (bandiera)        | D     | Sergio Yakubiv        |
| 40 | Italia (bandiera)         | P     | Francesco D'Alterio   |
| 44 | Italia (bandiera)         | C     | Jacopo Petriccione    |
| 46 | Italia (bandiera)         | C     | Antonio Ranieri       |
| 47 | Italia (bandiera)         | D     | Massimiliano Mignogna |
| 48 | Italia (bandiera)         | D     | Mattia Timmoneri      |
| 54 | Italia (bandiera)         | A     | Samuel Di Carmine     |
| 69 | Polonia (bandiera)        | D     | Arkadiusz Reca        |
| 77 | Serbia (bandiera)         | C     | Miloš Vulić           |
| 95 | Brasile (bandiera)        | C     | Eduardo Henrique      |
| 97 | Martinica (bandiera)      | A     | Emmanuel Rivière      |

## Calciomercato

### Sessione estiva(dall'1/9 al 5/10)
| Acquisti | Acquisti           | Acquisti             | Acquisti                         |
| R.       | Nome               | da                   | Modalità                         |
| -------- | ------------------ | -------------------- | -------------------------------- |
| D        | Koffi Djidji       | Torino               | prestito                         |
| D        | Sebastiano Luperto | Napoli               | prestito                         |
| D        | Lisandro Magallán  | Ajax                 | prestito                         |
| D        | Pedro Pereira      | Benfica              | prestito                         |
| D        | Arkadiusz Reca     | Atalanta             | prestito                         |
| D        | Andrea Rispoli     | Lecce                | definitivo                       |
| D        | Luca Marrone       | Verona               | definitivo                       |
| C        | Luca Cigarini      | Cagliari             | svincolato                       |
| C        | Eduardo Henrique   | Sporting Lisbona     | prestito con diritto di riscatto |
| C        | Jacopo Petriccione | Lecce                | definitivo                       |
| C        | Miloš Vulić        | Stella Rossa         | definitivo                       |
| C        | Luis Rojas         | Universidad de Chile | definitivo                       |
| A        | Denis Drăguș       | Standard Liegi       | prestito con diritto di riscatto |
| A        | Augustus Kargbo    | Reggiana             | fine prestito                    |
| A        | Nicola Nanni       | Monopoli             | fine prestito                    |
| A        | Emmanuel Rivière   | Cosenza              | svincolato                       |
| A        | Luca Siligardi     | Parma                | prestito                         |

| Cessioni | Cessioni             | Cessioni       | Cessioni              |
| R.       | Nome                 | a              | Modalità              |
| -------- | -------------------- | -------------- | --------------------- |
| D        | Marcos Curado        | Genoa          | fine prestito         |
| D        | Guillaume Gigliotti  | Chievo         | definitivo            |
| D        | Moreno Rutten        | NAC Breda      | risoluzione contratto |
| D        | Nicolás Spolli       |                | risoluzione contratto |
| D        | Alessandro Garattoni | Juve Stabia    | definitivo            |
| C        | Andrea Barberis      | Monza          | definitivo            |
| C        | Alberto Gerbo        | Ascoli         | fine prestito         |
| C        | Marko Janković       | SPAL           | fine prestito         |
| C        | Francesco Rodio      | Pro Vercelli   | prestito              |
| A        | Samuel Armenteros    | Benevento      | fine prestito         |
| A        | Augustus Kargbo      | Reggiana       | prestito              |
| A        | Maxi López           | Sambenedettese | definitivo            |
| A        | Luka Markovic        | Stella Rossa   | definitivo            |
| A        | Nicola Nanni         | Cesena         | prestito              |
| A        | Zak Ruggiero         | Pro Vercelli   | prestito              |

### Sessione invernale(dall'4/1 al 1/2)
| Acquisti | Acquisti          | Acquisti | Acquisti |
| R.       | Nome              | da       | Modalità |
| -------- | ----------------- | -------- | -------- |
| C        | Adam Ounas        | Napoli   | prestito |
| A        | Samuel Di Carmine | Verona   | prestito |

| Cessioni | Cessioni          | Cessioni     | Cessioni      |
| R.       | Nome              | a            | Modalità      |
| -------- | ----------------- | ------------ | ------------- |
| C        | Giovanni Crociata | Empoli       | prestito      |
| C        | Tomislav Gomelt   | ADO Den Haag | definitivo    |
| A        | Mattia Mustacchio | Alessandria  | definitivo    |
| A        | Luca Siligardi    | Parma        | fine prestito |

## Risultati

### Serie A

#### Girone di andata
| Arbitro: | Ayroldi (Molfetta) |

|                                              |           |             |
| Destro 6’ Pandev 9’ Zappacosta 34’ Pjaca 75’ | Marcatori | 28’ Rivière |

| Arbitro: | Pairetto (Nichelino) |

|  |           |                              |
|  | Marcatori | 45+2’ (rig.) Kessié 50’ Díaz |

| Arbitro: | Pezzuto (Lecce) |

|                                                    |           |          |
| Berardi 19’ Caputo 58’ (rig.), 85’ Locatelli 90+3’ | Marcatori | 49’ Simy |

| Arbitro: | Fourneau (Roma) |

|                 |           |            |
| Simy 12’ (rig.) | Marcatori | 21’ Morata |

| Arbitro: | Di Martino (Teramo) |

|                                                       |           |                        |
| Lykogiannis 25’ Simeone 35’ Sottil 45’ João Pedro 84’ | Marcatori | 21’ Messias 43’ Molina |

| Arbitro: | Dionisi (L'Aquila) |

|          |           |                 |
| Simy 40’ | Marcatori | 26’, 38’ Muriel |

| Torino 8 novembre 2020, ore 15:00 CET 7ª giornata | Torino          | 0 – 0 referto | Crotone | Olimpico Grande Torino (0 spett.)\| Arbitro: \| Fourneau (Roma) \| |
| Arbitro:                                          | Fourneau (Roma) |               |         |                                                                    |

| Arbitro: | Sacchi (Macerata) |

|  |           |                         |
|  | Marcatori | 21’ Immobile 58’ Correa |

| Arbitro: | Serra (Torino) |

|               |           |  |
| Soriano 45+2’ | Marcatori |  |

| Arbitro: | Marinelli (Tivoli) |

|  |           |                                                   |
|  | Marcatori | 31’ L. Insigne 58’ Lozano 76’ Demme 90+1’ Petagna |

| Arbitro: | Giua (Olbia) |

|                                        |           |            |
| Messias 7’, 90+6’ Reca 49’ Eduardo 56’ | Marcatori | 18’ Farias |

| Udine 15 dicembre 2020, ore 18:30 CET 12ª giornata | Udinese             | 0 – 0 referto | Crotone | Friuli (0 spett.)\| Arbitro: \| Di Martino (Teramo) \| |
| Arbitro:                                           | Di Martino (Teramo) |               |         |                                                        |

| Arbitro: | Manganiello (Pinerolo) |

|                                           |           |                   |
| Damsgaard 26’ Jankto 36’ Quagliarella 65’ | Marcatori | 45+1’ (rig.) Simy |

| Arbitro: | Maresca (Napoli) |

|                  |           |           |
| Messias 24’, 44’ | Marcatori | 57’ Kucka |

| Arbitro: | Aureliano (Bologna) |

|                                                                 |           |                                  |
| Martínez 19’, 57’, 78’ Marrone 31’ (aut.) Lukaku 64’ Hakimi 87’ | Marcatori | 12’ Zanellato 36’ (rig.) Golemić |

| Arbitro: | Piccinini (Forlì) |

|             |           |                                       |
| Golemić 71’ | Marcatori | 8’, 29’ Mayoral 35’ (rig.) Mkhitaryan |

| Arbitro: | Massimi (Termoli) |

|                         |           |             |
| Kalinić 16’ Dimarco 25’ | Marcatori | 55’ Messias |

| Arbitro: | Sozza (Seregno) |

|                                        |           |            |
| Glik 4’ (aut.) Simy 29’, 54’ Vulić 65’ | Marcatori | 82’ Falque |

| Arbitro: | Piccinini (Forlì) |

|                              |           |          |
| Bonaventura 20’ Vlahović 32’ | Marcatori | 66’ Simy |

#### Girone di ritorno
| Arbitro: | Giacomelli (Trieste) |

|  |           |                              |
|  | Marcatori | 24’, 50’ Destro 29’ Czyborra |

| Arbitro: | Pairetto (Nichelino) |

|                                     |           |  |
| Ibrahimović 30’, 64’ Rebic 69’, 70’ | Marcatori |  |

| Arbitro: | Pezzuto (Lecce) |

|           |           |                               |
| Ounas 26’ | Marcatori | 14’ Berardi 49’ (rig.) Caputo |

| Arbitro: | Marini (Roma) |

|                                 |           |  |
| Ronaldo 28’, 45+1’ McKennie 66’ | Marcatori |  |

| Arbitro: | Fabbri (Ravenna) |

|  |           |                                     |
|  | Marcatori | 56’ Pavoletti 60’ (rig.) João Pedro |

| Arbitro: | Sozza (Seregno) |

|                                                            |           |          |
| Gosens 12’ Palomino 48’ Muriel 50’ Iličić 58’ Mirančuk 84’ | Marcatori | 23’ Simy |

| Arbitro: | Guida (Torre Annunziata) |

|                                           |           |                             |
| Simy 27’, 54’ (rig.) Reca 80’ Ounas 90+4’ | Marcatori | 45’ Mandragora 84’ Sanabria |

| Arbitro: | Rapuano (Rimini) |

|                                                   |           |                      |
| Milinković-Savić 14’ Luis Alberto 39’ Caicedo 84’ | Marcatori | 29’, 50’ (rig.) Simy |

| Arbitro: | Fourneau (Roma) |

|                                    |           |                                     |
| Junior Messias 32’ Simy 40’ (rig.) | Marcatori | 62’ Soumaoro 70’ Schouten 84’ Olsen |

| Arbitro: | Di Martino (Teramo) |

|                                                       |           |                           |
| L. Insigne 19’ Osimhen 22’ Mertens 34’ Di Lorenzo 72’ | Marcatori | 25’, 48’ Simy 59’ Messias |

| Arbitro: | Sozza (Seregno) |

|                                    |           |                     |
| Verde 63’ Maggiore 89’ Erlić 90+2’ | Marcatori | 40’ Djidji 78’ Simy |

| Arbitro: | Massimi (Termoli) |

|                 |           |                  |
| Simy 68’ (rig.) | Marcatori | 41’, 74’ De Paul |

| Arbitro: | Paterna (Teramo) |

|  |           |                  |
|  | Marcatori | 53’ Quagliarella |

| Arbitro: | Rapuano (Rimini) |

|                                      |           |                                               |
| Hernani 29’ Gervinho 49’ Mihăilă 54’ | Marcatori | 14’ Magallán 42’, 69’ (rig.) Simy 45+1’ Ounas |

| Arbitro: | Prontera (Bologna) |

|  |           |                          |
|  | Marcatori | 69’ Eriksen 90+2’ Hakimi |

| Arbitro: | Sozza (Seregno) |

|                                                         |           |  |
| Mayoral 47’, 90’ Lo. Pellegrini 70’, 73’ Mkhitaryan 78’ | Marcatori |  |

| Arbitro: | Massimi (Termoli) |

|                             |           |                   |
| Ounas 2’ Junior Messias 75’ | Marcatori | 87’ (aut.) Molina |

| Arbitro: | Giacomelli (Trieste) |

|              |           |            |
| Lapadula 13’ | Marcatori | 90+3’ Simy |

| Crotone 22 maggio 2021, ore 20:45 CEST 38ª giornata | Crotone               | 0 – 0 referto | Fiorentina | Ezio Scida (0 spett.)\| Arbitro: \| Abbattista (Molfetta) \| |
| Arbitro:                                            | Abbattista (Molfetta) |               |            |                                                              |

### Coppa Italia
| Arbitro: | Marchetti (Ostia Lido) |

|                                            |                      |                                                    |
| Cigarini 109’ (rig.)                       | Marcatori            | 114’ Seck                                          |
| Siligardi Crociata Molina Golemić Cigarini | Tiri di rigore 3 – 4 | Sal. Esposito Missiroli Sala Seb. Esposito Ranieri |

## Statistiche
Statistiche aggiornate al 22 maggio 2021.

### Statistiche di squadra
| Competizione | Punti | In casa | In casa | In casa | In casa | In casa | In casa | In trasferta | In trasferta | In trasferta | In trasferta | In trasferta | In trasferta | Totale | Totale | Totale | Totale | Totale | Totale | DR  |
| Competizione | Punti | G       | V       | N       | P       | Gf      | Gs      | G            | V            | N            | P            | Gf           | Gs           | G      | V      | N      | P      | Gf     | Gs     | DR  |
| ------------ | ----- | ------- | ------- | ------- | ------- | ------- | ------- | ------------ | ------------ | ------------ | ------------ | ------------ | ------------ | ------ | ------ | ------ | ------ | ------ | ------ | --- |
| Serie A      | 23    | 19      | 5       | 2       | 12      | 23      | 35      | 19           | 1            | 3            | 15           | 22           | 57           | 38     | 6      | 5      | 27     | 45     | 92     | -47 |
| Coppa Italia | -     | 1       | 0       | 1       | 0       | 1       | 1       | 0            | 0            | 0            | 0            | 0            | 0            | 1      | 0      | 1      | 0      | 1      | 1      | 0   |
| Totale       | -     | 20      | 5       | 3       | 12      | 24      | 36      | 19           | 1            | 3            | 15           | 22           | 57           | 39     | 6      | 6      | 27     | 46     | 93     | -47 |

### Andamento in campionato
| Giornata  | 1 | 2  | 3  | 4  | 5  | 6  | 7  | 8  | 9  | 10 | 11 | 12 | 13 | 14 | 15 | 16 | 17 | 18 | 19 | 20 | 21 | 22 | 23 | 24 | 25 | 26 | 27 | 28 | 29 | 30 | 31 | 32 | 33 | 34 | 35 | 36 | 37 | 38 |
| --------- | - | -- | -- | -- | -- | -- | -- | -- | -- | -- | -- | -- | -- | -- | -- | -- | -- | -- | -- | -- | -- | -- | -- | -- | -- | -- | -- | -- | -- | -- | -- | -- | -- | -- | -- | -- | -- | -- |
| Luogo     | T | C  | T  | C  | T  | C  | T  | C  | T  | C  | C  | T  | T  | C  | T  | C  | T  | C  | T  | C  | T  | C  | T  | C  | T  | C  | T  | C  | T  | T  | C  | C  | T  | C  | T  | C  | T  | C  |
| Risultato | P | P  | P  | N  | P  | P  | N  | P  | P  | P  | V  | N  | P  | V  | P  | P  | P  | V  | P  | P  | P  | P  | P  | P  | P  | V  | P  | P  | P  | P  | P  | P  | V  | P  | P  | V  | N  | N  |
| Posizione | 9 | 15 | 18 | 19 | 19 | 19 | 20 | 20 | 20 | 20 | 20 | 19 | 20 | 19 | 20 | 20 | 20 | 20 | 20 | 20 | 20 | 20 | 20 | 20 | 20 | 20 | 20 | 20 | 20 | 20 | 20 | 20 | 20 | 20 | 20 | 19 | 19 | 19 |

Fonte:  Serie A 2020/2021, su calcio.com.
Legenda:

Luogo: C = Casa; T = Trasferta. Risultato: V = Vittoria; N = Pareggio; P = Sconfitta.

### Statistiche dei giocatori
Sono in corsivo i calciatori che hanno lasciato la società a stagione in corso.
| Giocatore      | Serie A  | Serie A | Serie A     | Serie A    | Coppa Italia | Coppa Italia | Coppa Italia | Coppa Italia | Totale   | Totale | Totale      | Totale     |
| Giocatore      | Presenze | Reti    | Ammonizioni | Espulsioni | Presenze     | Reti         | Ammonizioni  | Espulsioni   | Presenze | Reti   | Ammonizioni | Espulsioni |
| -------------- | -------- | ------- | ----------- | ---------- | ------------ | ------------ | ------------ | ------------ | -------- | ------ | ----------- | ---------- |
| S. Armenteros  | 0        | 0       | 0           | 0          | 0            | 0            | 0            | 0            | 0        | 0      | 0           | 0          |
| A. Benali      | 18       | 0       | 2           | 0          | 0            | 0            | 0            | 0            | 18       | 0      | 2           | 0          |
| L. Cigarini    | 14       | 0       | 5           | 1          | 1            | 1            | 0            | 0            | 15       | 1      | 5           | 1          |
| A. Cordaz      | 36       | -91     | 1           | 0          | 0            | 0            | 0            | 0            | 36       | -91    | 1           | 0          |
| G. Crespi      | 1        | -0      | 0           | 0          | 0            | 0            | 0            | 0            | 1        | 0      | 0           | 0          |
| G. Crociata    | 2        | 0       | 0           | 0          | 1            | 0            | 0            | 0            | 3        | 0      | 0           | 0          |
| G. Cuomo       | 13       | 0       | 4           | 0          | 1            | 0            | 0            | 0            | 14       | 0      | 4           | 0          |
| F. D'Alterio   | 0        | 0       | 0           | 0          | 0            | 0            | 0            | 0            | 0        | 0      | 0           | 0          |
| S. Di Carmine  | 11       | 0       | 1           | 0          | 0            | 0            | 0            | 0            | 11       | 0      | 1           | 0          |
| K. Djidji      | 20       | 1       | 4           | 0          | 0            | 0            | 0            | 0            | 20       | 1      | 4           | 0          |
| D. Drăguș      | 9        | 0       | 1           | 0          | 0            | 0            | 0            | 0            | 9        | 0      | 1           | 0          |
| J.L. Evans     | 0        | 0       | 0           | 0          | 0            | 0            | 0            | 0            | 0        | 0      | 0           | 0          |
| M. Festa       | 1        | -1      | 0           | 0          | 1            | -1           | 0            | 0            | 2        | -2     | 0           | 0          |
| G. Figliuzzi   | 0        | 0       | 0           | 0          | 0            | 0            | 0            | 0            | 0        | 0      | 0           | 0          |
| A. Gerbo       | 0        | 0       | 0           | 0          | 0            | 0            | 0            | 0            | 0        | 0      | 0           | 0          |
| V. Golemić     | 30       | 2       | 4           | 1          | 1            | 0            | 0            | 0            | 31       | 2      | 4           | 1          |
| T. Gomelt      | 2        | 0       | 0           | 0          | 0            | 0            | 0            | 0            | 2        | 0      | 0           | 0          |
| E. Henrique    | 18       | 1       | 4           | 0          | 1            | 0            | 1            | 0            | 19       | 1      | 5           | 0          |
| M. Janković    | 0        | 0       | 0           | 0          | 0            | 0            | 0            | 0            | 0        | 0      | 0           | 0          |
| S. Luperto     | 23       | 0       | 5           | 1          | 0            | 0            | 0            | 0            | 23       | 0      | 5           | 1          |
| L. Magallán    | 28       | 1       | 10          | 0          | 0            | 0            | 0            | 0            | 28       | 1      | 10          | 0          |
| L. Marrone     | 21       | 0       | 8           | 0          | 1            | 0            | 0            | 0            | 22       | 0      | 8           | 0          |
| A. Mazzotta    | 2        | 0       | 1           | 0          | 0            | 0            | 0            | 0            | 2        | 0      | 1           | 0          |
| J. Messias     | 36       | 9       | 6           | 0          | 1            | 0            | 0            | 0            | 37       | 9      | 6           | 0          |
| S. Molina      | 29       | 1       | 1           | 0          | 1            | 0            | 0            | 0            | 30       | 1      | 1           | 0          |
| M. Mustacchio  | 0        | 0       | 0           | 0          | 0            | 0            | 0            | 0            | 0        | 0      | 0           | 0          |
| A. Ounas       | 15       | 4       | 1           | 0          | 0            | 0            | 0            | 0            | 15       | 4      | 1           | 0          |
| P. Pereira     | 35       | 0       | 6           | 0          | 1            | 0            | 1            | 0            | 36       | 0      | 7           | 0          |
| J. Petriccione | 20       | 0       | 4           | 1          | 1            | 0            | 0            | 0            | 21       | 0      | 4           | 1          |
| A. Reca        | 30       | 2       | 7           | 0          | 1            | 0            | 0            | 0            | 31       | 2      | 7           | 0          |
| A. Rispoli     | 19       | 0       | 4           | 0          | 1            | 0            | 0            | 0            | 20       | 0      | 4           | 0          |
| E. Rivière     | 21       | 1       | 2           | 0          | 0            | 0            | 0            | 0            | 21       | 1      | 2           | 0          |
| L. Rojas       | 7        | 0       | 1           | 0          | 0            | 0            | 0            | 0            | 7        | 0      | 1           | 0          |
| Z. Ruggero     | 0        | 0       | 0           | 0          | 0            | 0            | 0            | 0            | 0        | 0      | 0           | 0          |
| L. Siligardi   | 4        | 0       | 0           | 0          | 1            | 0            | 0            | 0            | 5        | 0      | 0           | 0          |
| Simy           | 38       | 20      | 1           | 0          | 1            | 0            | 0            | 0            | 39       | 20     | 1           | 0          |
| M. Vulić       | 25       | 1       | 2           | 0          | 1            | 0            | 0            | 0            | 26       | 1      | 2           | 0          |
| N. Zanellato   | 27       | 1       | 3           | 0          | 0            | 0            | 0            | 0            | 27       | 1      | 3           | 0          |

## Giovanili
Area direttiva
- Responsabile settore giovanile: Francesco Farina
- Segretario sportivo: Carlo Taschetti

Primavera
- Allenatore: Giuseppe Galluzzo[36]